# Bình Ấp
Bình Ấp (tiếng Trung: 平邑县, Hán Việt: Bình Ấp huyện) là một huyện thuộc địa cấp thị Lâm Nghi, tỉnh Sơn Đông, Cộng hòa Nhân dân Trung Hoa. Huyện này có diện tích 1824,79 km2, dân số 980.000 người (2001). Huyện Bình Ấp được chia thành các đơn vị hành chính gồm 16 trấn. Đặc sản của huyện này là hoa kim ngân, đá hoa cương. Ở đây có đỉnh núi cao thứ 2 Sơn Đông, nằm ở trấn Biên Kiều.

## Khí hậu
| Dữ liệu khí hậu của Bình Ấp (1991–2020 normals, extremes 1981–2010) | Dữ liệu khí hậu của Bình Ấp (1991–2020 normals, extremes 1981–2010) | Dữ liệu khí hậu của Bình Ấp (1991–2020 normals, extremes 1981–2010) | Dữ liệu khí hậu của Bình Ấp (1991–2020 normals, extremes 1981–2010) | Dữ liệu khí hậu của Bình Ấp (1991–2020 normals, extremes 1981–2010) | Dữ liệu khí hậu của Bình Ấp (1991–2020 normals, extremes 1981–2010) | Dữ liệu khí hậu của Bình Ấp (1991–2020 normals, extremes 1981–2010) | Dữ liệu khí hậu của Bình Ấp (1991–2020 normals, extremes 1981–2010) | Dữ liệu khí hậu của Bình Ấp (1991–2020 normals, extremes 1981–2010) | Dữ liệu khí hậu của Bình Ấp (1991–2020 normals, extremes 1981–2010) | Dữ liệu khí hậu của Bình Ấp (1991–2020 normals, extremes 1981–2010) | Dữ liệu khí hậu của Bình Ấp (1991–2020 normals, extremes 1981–2010) | Dữ liệu khí hậu của Bình Ấp (1991–2020 normals, extremes 1981–2010) | Dữ liệu khí hậu của Bình Ấp (1991–2020 normals, extremes 1981–2010) |
| Tháng                                                               | 1                                                                   | 2                                                                   | 3                                                                   | 4                                                                   | 5                                                                   | 6                                                                   | 7                                                                   | 8                                                                   | 9                                                                   | 10                                                                  | 11                                                                  | 12                                                                  | Năm                                                                 |
| ------------------------------------------------------------------- | ------------------------------------------------------------------- | ------------------------------------------------------------------- | ------------------------------------------------------------------- | ------------------------------------------------------------------- | ------------------------------------------------------------------- | ------------------------------------------------------------------- | ------------------------------------------------------------------- | ------------------------------------------------------------------- | ------------------------------------------------------------------- | ------------------------------------------------------------------- | ------------------------------------------------------------------- | ------------------------------------------------------------------- | ------------------------------------------------------------------- |
| Cao kỉ lục °C (°F)                                                  | 16.1 (61.0)                                                         | 24.4 (75.9)                                                         | 28.6 (83.5)                                                         | 34.1 (93.4)                                                         | 38.0 (100.4)                                                        | 39.7 (103.5)                                                        | 41.9 (107.4)                                                        | 37.4 (99.3)                                                         | 37.0 (98.6)                                                         | 35.1 (95.2)                                                         | 25.7 (78.3)                                                         | 18.5 (65.3)                                                         | 41.9 (107.4)                                                        |
| Trung bình ngày tối đa °C (°F)                                      | 4.7 (40.5)                                                          | 8.2 (46.8)                                                          | 14.4 (57.9)                                                         | 21.4 (70.5)                                                         | 26.8 (80.2)                                                         | 30.5 (86.9)                                                         | 31.3 (88.3)                                                         | 30.3 (86.5)                                                         | 26.9 (80.4)                                                         | 21.3 (70.3)                                                         | 13.5 (56.3)                                                         | 6.6 (43.9)                                                          | 19.7 (67.4)                                                         |
| Trung bình ngày °C (°F)                                             | −0.3 (31.5)                                                         | 2.8 (37.0)                                                          | 8.5 (47.3)                                                          | 15.3 (59.5)                                                         | 21.0 (69.8)                                                         | 24.9 (76.8)                                                         | 26.8 (80.2)                                                         | 25.8 (78.4)                                                         | 21.6 (70.9)                                                         | 15.5 (59.9)                                                         | 8.0 (46.4)                                                          | 1.6 (34.9)                                                          | 14.3 (57.7)                                                         |
| Tối thiểu trung bình ngày °C (°F)                                   | −4.1 (24.6)                                                         | −1.4 (29.5)                                                         | 3.5 (38.3)                                                          | 9.9 (49.8)                                                          | 15.5 (59.9)                                                         | 20.0 (68.0)                                                         | 23.1 (73.6)                                                         | 22.3 (72.1)                                                         | 17.3 (63.1)                                                         | 10.8 (51.4)                                                         | 3.8 (38.8)                                                          | −2.3 (27.9)                                                         | 9.9 (49.8)                                                          |
| Thấp kỉ lục °C (°F)                                                 | −13.9 (7.0)                                                         | −13.6 (7.5)                                                         | −10.7 (12.7)                                                        | −2.9 (26.8)                                                         | 4.9 (40.8)                                                          | 10.9 (51.6)                                                         | 16.6 (61.9)                                                         | 11.9 (53.4)                                                         | 6.8 (44.2)                                                          | −1.7 (28.9)                                                         | −9.8 (14.4)                                                         | −15.0 (5.0)                                                         | −15.0 (5.0)                                                         |
| Lượng Giáng thủy trung bình mm (inches)                             | 8.0 (0.31)                                                          | 14.7 (0.58)                                                         | 18.3 (0.72)                                                         | 34.4 (1.35)                                                         | 63.6 (2.50)                                                         | 95.4 (3.76)                                                         | 211.9 (8.34)                                                        | 183.6 (7.23)                                                        | 72.7 (2.86)                                                         | 27.7 (1.09)                                                         | 29.8 (1.17)                                                         | 10.8 (0.43)                                                         | 770.9 (30.34)                                                       |
| Số ngày giáng thủy trung bình (≥ 0.1 mm)                            | 3.0                                                                 | 3.8                                                                 | 4.2                                                                 | 5.6                                                                 | 6.8                                                                 | 7.6                                                                 | 12.2                                                                | 12.0                                                                | 7.2                                                                 | 5.3                                                                 | 5.0                                                                 | 3.3                                                                 | 76                                                                  |
| Số ngày tuyết rơi trung bình                                        | 2.9                                                                 | 2.4                                                                 | 0.8                                                                 | 0.1                                                                 | 0                                                                   | 0                                                                   | 0                                                                   | 0                                                                   | 0                                                                   | 0                                                                   | 0.7                                                                 | 1.7                                                                 | 8.6                                                                 |
| Độ ẩm tương đối trung bình (%)                                      | 59                                                                  | 58                                                                  | 52                                                                  | 54                                                                  | 59                                                                  | 64                                                                  | 78                                                                  | 80                                                                  | 73                                                                  | 67                                                                  | 65                                                                  | 62                                                                  | 64                                                                  |
| Số giờ nắng trung bình tháng                                        | 153.9                                                               | 156.9                                                               | 203.8                                                               | 224.6                                                               | 243.8                                                               | 212.5                                                               | 184.4                                                               | 186.0                                                               | 183.7                                                               | 181.6                                                               | 160.2                                                               | 156.0                                                               | 2.247,4                                                             |
| Phần trăm nắng có thể                                               | 49                                                                  | 51                                                                  | 55                                                                  | 57                                                                  | 56                                                                  | 49                                                                  | 42                                                                  | 45                                                                  | 50                                                                  | 53                                                                  | 52                                                                  | 52                                                                  | 51                                                                  |
| Nguồn: China Meteorological Administration                          |                                                                     |                                                                     |                                                                     |                                                                     |                                                                     |                                                                     |                                                                     |                                                                     |                                                                     |                                                                     |                                                                     |                                                                     |                                                                     |